# Senyoria de Mailly
La senyoria de Mailly fou una important senyoria bressol de la família dels Mailly, de gran importància a França, originada a Mailly a la Picardia i descendent dels senyors de Vergy.
Les principals branques originades pels Mailly foren: 
- La baronia de Mailly, després marquesat
- Branca dels marquesos de Nesle
- Branca dels comtes de Mailly-Rubempré
- Branca dels senyors de Marueil i de Fresnoy
- Branca delss comtes de Mailly, marquesos d'Haucourt ;
- Branca dels Mailly-Couronnel